# Praia da Mutamba
A Praia da Mutamba é uma praia do Arquipélago de São Tomé e Príncipe, localiza-se a Oeste da ilha de São Tomé entre o Morro Carregado e a Praia das Plancas.